# 1978 год в истории изобразительного искусства СССР

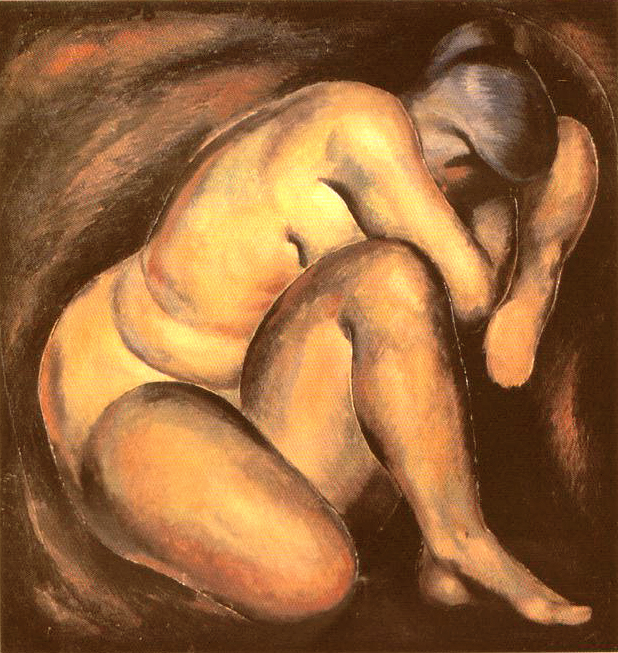
Михаил Звягин "Обнажённая. Вечер"

1978 год был отмечен рядом событий, оставивших заметный след в истории советского изобразительного искусства.

## События
- Выставка произведений Елены Петровны Скуинь открылась в залах Ленинградского отделения Союза художников РСФСР.[1]

- Всесоюзная художественная выставка «60 Героических лет», посвящённая юбилею Вооружённых сил СССР, открылась в Москве[2]

- Выставка произведений Николая Васильевича Овчинникова открылась в залах Ленинградского отделения Союза художников РСФСР.[3]

- «Всесоюзная художественная выставка», посвящённая 60-летию Ленинского комсомола, открылась в Москве[4]

- «Осенняя выставка произведений ленинградских художников 1978 года» открылась в залах Ленинградского отделения Союза художников РСФСР[5].

## Скончались
- 3 марта — Ефанов Василий Прокофьевич, русский советский живописец, Народный художник СССР, действительный член Академии художеств СССР, лауреат пяти Сталинских премий (род. в 1900)
- 5 мая — Арефьев Александр Дмитриевич, русский художник (род. в 1931).
- 10 июня — Позднеев Николай Матвеевич, русский советский живописец (род. в 1930).
- 22 июня — Овчинников Владимир Иванович, русский советский живописец (род. в 1911).
- 1 июля — Николаев Ярослав Сергеевич, советский живописец, Заслуженный деятель искусств Российской Федерации, Народный художник РСФСР (род. в 1899).
- 8 июля — Януш Леонид Борисович, советский художник-пейзажист (род. в 1897).
- 13 июля — Хаустов Андрей Иванович, русский советский скульптор (род. в 1930).
- 18 июля — Кибрик Евгений Адольфович, советский художник-график, иллюстратор, педагог, Народный художник СССР, действительный член Академии художеств СССР, лауреат Сталинской премии (род. в 1906).
- 13 августа — Железнов Михаил Петрович, русский советский живописец (род. в 1912).

### Полная дата неизвестна
- Постников Григорий Николаевич, русский советский скульптор-монументалист, Заслуженный художник Российской Федерации, лауреат Государственной премии СССР (род. в 1914).
- Альховский Давид Борисович, российский советский живописец (род. в 1912).
- Левант Владислав Львович, российский советский живописец, график, Заслуженный художник РСФСР (род. в 1931).